# Gura Camencii, Florești
Gura Camencii este satul de reședință al comunei cu același nume  din raionul Florești Republica Moldova.
Satul este amplasat pe un canion al râului Camenca de unde ii vine si denumirea de Gura Camencii , cu peisaje frumoase și stânci sarmatiene. În localitate funcționează un combinat de carne, un combinat de panificație, cât și un post de poliție. Gura Camencii se află la 4 km depărtare de Florești și la 33 km de Soroca. Mai este și o stație de cale ferată pe traseul Bălți - Râbnița. Chiar dacă este un sat, în localitate sunt două blocuri locative cu 5 nivele, construite în anii sovietici. În sat sunt principalele obiecte socio-culturale: un punct medical (renovat în 2009), o casă de cultură, cât și multe magazine.
Majoritatea locuitorilor acestui sat sunt moldoveni/români, dar sunt și ruși și ucraineni.

## Istorie
Gura Camencii a fost întemeiat în 1552, Gheroghe logofăt cumpără un loc de pustie la gura râului Camenca:
„Din mila lui Dumnezeu, noi Ștefan voievod, domn al Țării Moldovei. Facem cunoscut cu această carte a noastră, tuturor celor care o vor vedea s-au o vor auzi citindu-se că au venit înaintea noastră și înaintea tuturor boierilor noștri moldoveni sluga noastră, Ion fiul Neagșei, și verii lui Crăciun și Nicoară și sora lui, Dragna, și Urâta, fiii Neagșei, toți nepoții lui Coste posadnic, pârcălabul de Soroca, de bunăvoia lor, nesiliți de nimeni și nici asupriți, și au vândut dreapta lor ocină și dedină și cumpărătură a sa, a lui Ion, și din privilegiul de danie, ce a avut bunicul lor, Coste posadnic, de la unchiul domniei mele, Bogdan voievod, un loc de pustie, pe partea cealaltă a Răutului, la gura Camencăi, și cu moară pe Răut. Și au vândut credinciosului nostru pan Gheorghe logofăt, pentru 400 de zloți tătărești.

...

A scris Dumitru Vascan, la Iași, în anul 7060 <1552>, luna aprilie 28.”

## Demografie

### Structura etnică
Structura etnică a satului conform recensământului populației din 2004:
| Grup etnic         | Populație | % Procentaj |
| ------------------ | --------- | ----------- |
| Moldoveni / Români | 1.520     | 97,06%      |
| Ruși               | 23        | 1,47%       |
| Ucraineni          | 20        | 1,28%       |
| Polonezi           | 2         | 0,13%       |
| Alții              | 1         | 0,06%       |
| Total              | 1.566     | 100%        |

## Personalități
- Mircea Rusu - politician;
- Vladimir Kovali - șef al poliției Chișinău;[necesită citare]
- Mihai Severovan - politician, om de afaceri, fost ministru, consilier municipal în primăria municipiului Chișinău.